# Teletenne
Teletenne was de merknaam van Telenet voor een Vlaams netwerk voor de verspreiding van digitale televisie via de ether in Vlaanderen en Brussel.
De hiervoor gebruikte standaard was Digital Video Broadcasting Terrestrial 2de generatie. Via dit netwerk waren 18 zenders uiteindelijk beschikbaar tegen betaling. Hoewel Teletenne ook de VRT video programma's (geëncrypteerd) bevatte, stond dit product verder los van de gratis te ontvangen DVB-T uitzendingen voor VRT.

## Geschiedenis
In februari 2010 heeft Telenet een akkoord gesloten met Norkring voor de verspreiding van digitale signalen via hun netwerk. Telenet zou een commercieel aanbod brengen en de zenders van VRT (Eén, Canvas, Ketnet/OP12, radiozenders) zouden gratis beschikbaar blijven. Na meer dan twee jaar kwam het bericht naar buiten dat Telenet met de uitzendingen zou starten. Het project kreeg de naam 'Teletenne'. Vanaf de start op 2 juli 2012 waren er 13 zenders te verkrijgen.
De zenders van het mediabedrijf Medialaan, met onder andere het populaire kanaal VTM, zijn nooit beschikbaar geweest in het zenderpakket. Teletenne zond uit via het DVB-T-netwerk van Norking. Deze signalen werden geüpgraded naar DVB-T2 in de lente van 2013. In de lente van 2013 werd het aanbod uitgebreid naar 17 zenders. Op 14 augustus 2013 werd het signaal van Libelle ook toegevoegd aan het zenderpakket.
Op 13 februari 2014 kondigde Telenet aan per 31 maart 2014 te stoppen met Teletenne wegens gebrek aan belangstelling.
De smartcards zijn uitgeschakeld maar de zenders nog niet. Het is onduidelijk waarom deze nog steeds de signalen doorgeven, aangezien er niemand meer naar kan kijken (althans niet via een betaald abonnement).
Norkring meldt op hun site ook nog steeds dat ze in België DVB-T2 gebruiken, wat op die manier feitelijk juist is.

## Settopbox en antenne
De meeste televisietoestellen hebben een ingebouwde dvb-t-ontvanger. Hiermee kan men ongeëncrypteerde  uitzendingen zoals deze van openbare omroep VRT ontvangen. Voor de ontvangst van Teletenne was een specifieke door Telenet goedgekeurde settopbox nodig die uitgerust was om DVB-T2 te ontvangen. Naast de settopbox was ook een antenne en smartcard nodig om de nodige signalen om te zetten.

## Tv-zenders
| Voormalig uiteindelijk zenderaanbod Teletenne   |                                                                                     |                                                                                   |
| - VRT 1 - Canvas - Ketnet - VIER - VIJF - Njam! | - Acht - National Geographic Channel - Discovery Channel - Kanaal Z - TMF - MENT TV | - Nederland 1 - Nederland 2 - Nederland 3 - Libelle - Nickelodeon - Studio 100 TV |

Eén, Canvas, Ketnet/OP12 werden in Teletenne geëncrypteerd uitgezonden maar zijn ook nog gratis te ontvangen via DVB-T. Klanten van Teletenne ontvingen de tv-zenders van VRT dus dubbel. Door de stopzetting van Teletenne waren dit dan ook de enige nog beschikbare kanalen via DVB-T in Vlaanderen.